# Argyroxiphium virescens
Argyroxiphium virescens (Engels: East Maui greensword) was een plant die endemisch was in het oosten van het Hawaïaanse Maui, waar hij voorkwam in vochtige bossen op 1600-2300 m hoogte op de oostelijke helling van de vulkaan Haleakala en in de Koolau Gap. De soort was waarschijnlijk nauw verwant aan Argyroxiphium kauense en Argyroxiphium grayanum.
Het was een rozetvormende struik met gewoonlijk één stam met een tot 1,5 m hoge bloeiwijze. De bladeren waren groen, lineair-zwaardvormig, afgeplat, vijf tot negennervig, 3,5-6,5 mm breed en 17-30 cm lang. De plant bloeide in augustus. De bloeiwijze bestond uit een aar met twintig tot honderdtwintig bloemhoofdjes. Na bestuiving werden de 8-11 mm lange dopvruchten gevormd.
De planten uit het geslacht Argyroxiphium leven gewoonlijk enkele jaren als yucca-achtige rozetten totdat ze genoeg energie hebben geaccumuleerd om een bloeiwijze te produceren. Na de bloei en eventuele vruchtzetting sterven de rozetten af, wat bij planten met een enkele rozet de dood betekent, wat waarschijnlijk ook gold voor Argyroxiphium virescens.
De plant is waarschijnlijk uitgestorven door het grazen van rundvee, varkens en geiten. Sinds 1945 is de plant niet meer aangetroffen.
Er is in 1989 een plant aangetroffen die mogelijk een hybride was tussen deze soort en Argyroxiphium sandwicense subsp. macrocephalum, een plant die in de buurt van het voormalige verspreidingsgebied van Argyroxiphium virescens nog steeds voorkomt. Deze veronderstelde hybride is echter in 1996 in cultuur uitgestorven, maar nog niet zo lang geleden zijn er zaden van deze plant gevonden. Men probeert deze plant met micropropagatie (een vorm van weefselkweek) voort te kweken, waardoor er toch genetisch materiaal van Argyroxiphium virescens bewaard zou kunnen blijven.

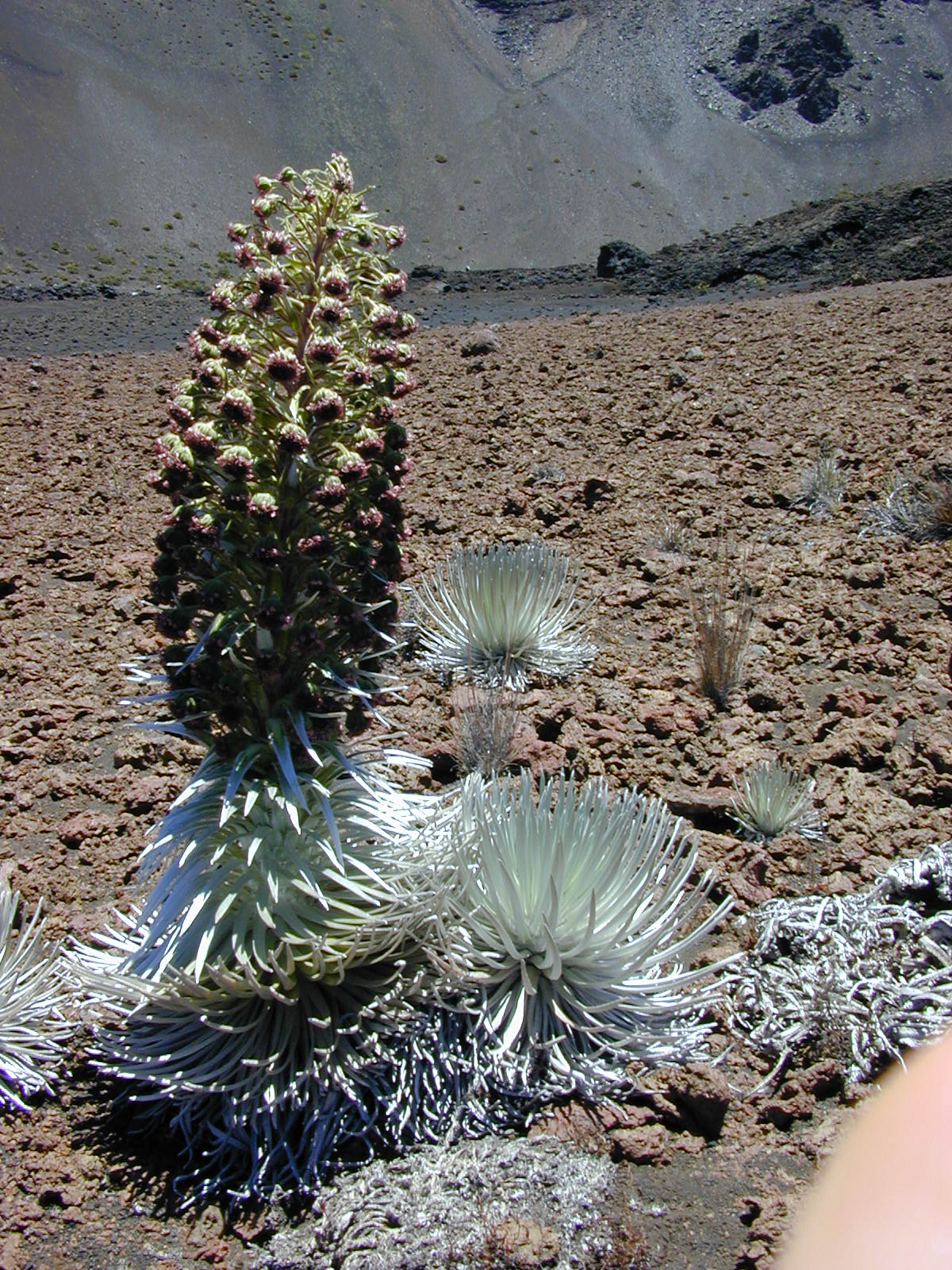
Argyroxiphium sandwicense subsp macrocephalum, plant met bloewijze
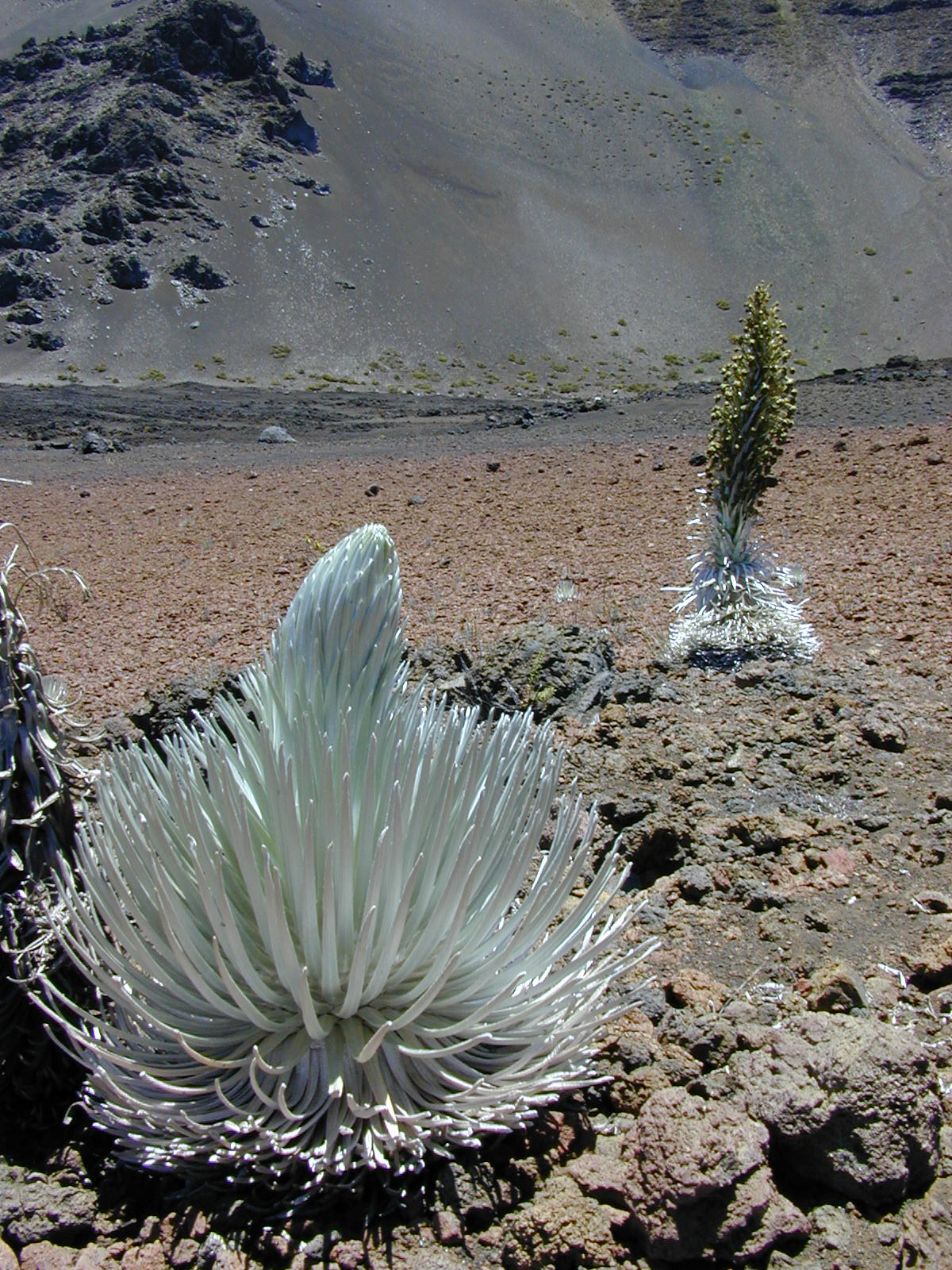
Argyroxiphium sandwicense subsp macrocephalum, rozet
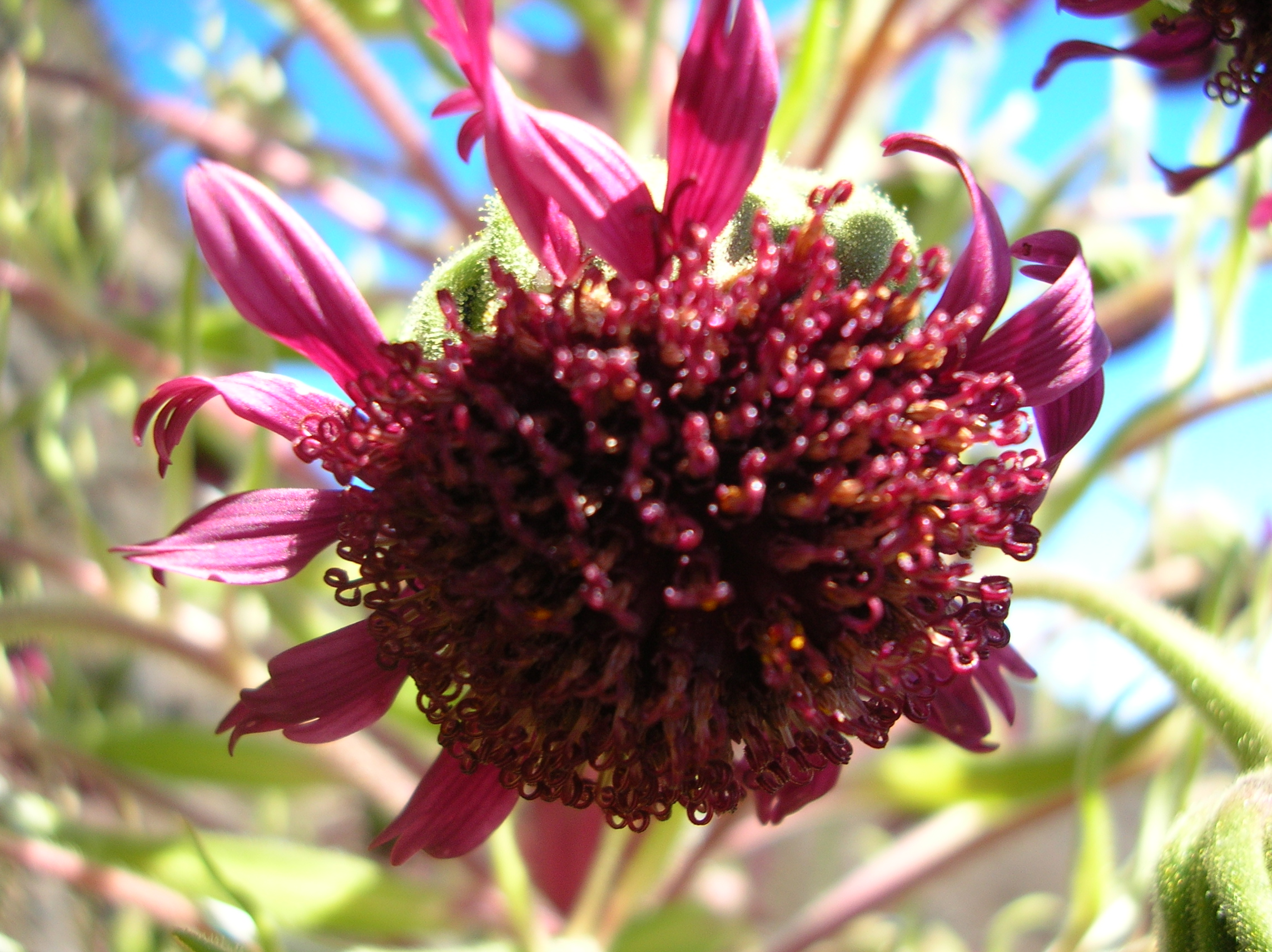
Argyroxiphium sandwicense subsp macrocephalum, bloemhoofd
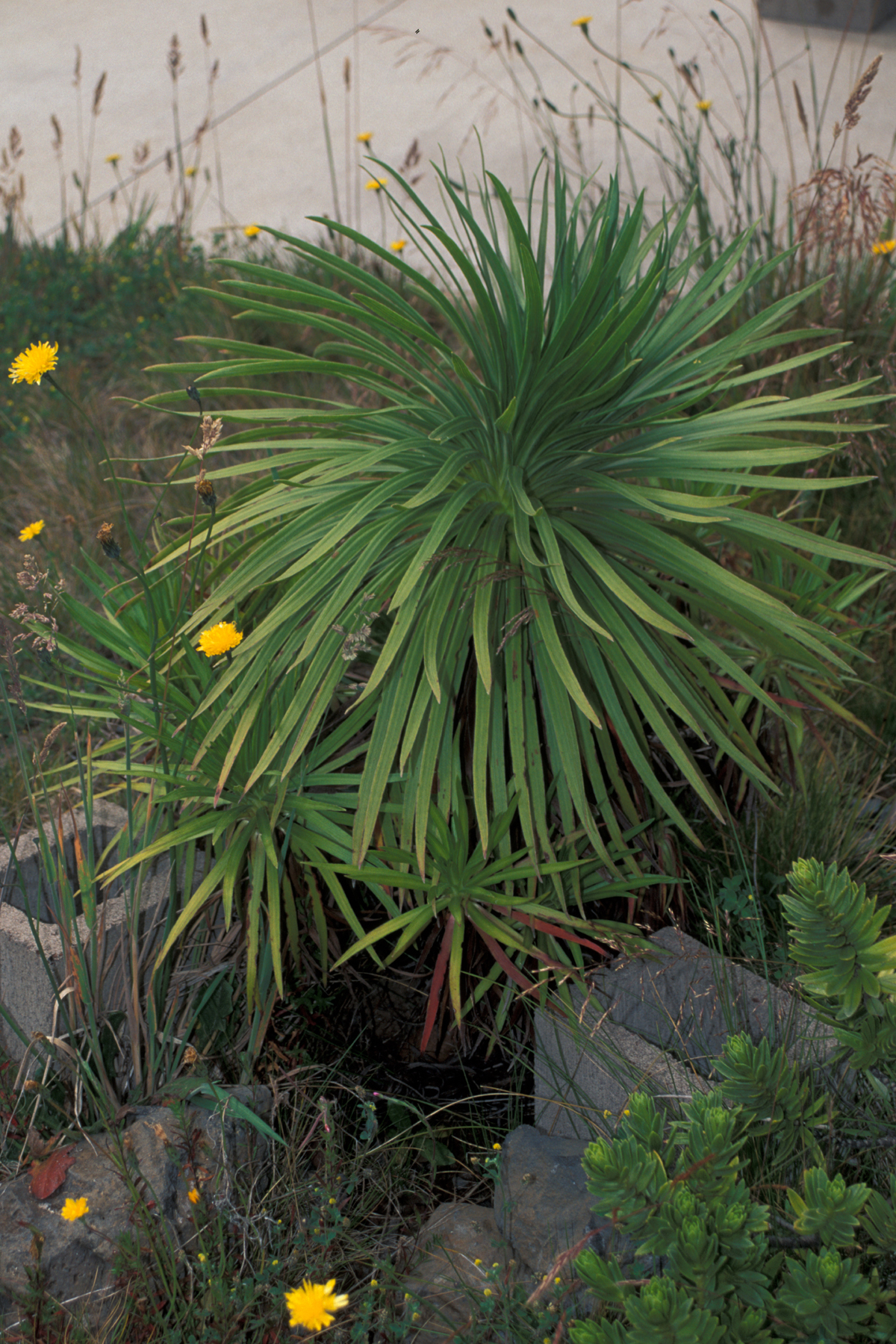
Argyroxiphium grayanum, een verwante soort